# Филон Библский
Филон Библский (Геренний Филон, лат. Herennius Philon, ок. 64 — после 138 гг. н. э.) — финикийский историк, родом из Библа.
Филон Библский написал историю Финикии и описал её культуру, религию в своей не сохранившейся «Истории Финикии» в 9 книгах. Он также написал «О городах и о том, что замечательного в них было» в 30 книгах, «О приобретении и отборе книг» в 12 книгах, «Словарь синонимов», «Об иудеях», биографию Адриана.
По своим философским взглядам Филон Библский был эвгемерист, то есть считал, что в основе мифов лежат реальные исторические цари и герои, затем обожествлённые. Филон делит богов на смертных и бессмертных: вторые — небесные светила и стихии, а первые — обожествлённые люди.
Евсевий Кесарийский в своём «Приготовлении к Евангелию» приводит драгоценные выдержки из исторических, космогонических и мифологических трактатов для доказательства превосходства христианской религии. В числе их он приводит, наряду с Александром Полигистором и др., длинный трактат о космогонии и теогонии, эксцерпт из 1-й книги «Финикийской истории», ходивший под именем Санхунйатон и его переводчика на греческий Филона Библского.
Энциклопедия Свида сообщает: «Филон Библский, грамматик. Он родился приблизительно около времени Нерона и жил долго. Он говорит, что консул Север Геренний исправлял должность, когда ему было 78 лет, в 220 олимпиаду».